# Luperina trigona
Luperina trigona là một loài bướm đêm trong họ Noctuidae.